# Gianni Meersman
Gianni Meersman (* 5. Dezember 1985 in Tielt) ist ein ehemaliger belgischer Radrennfahrer und nun Sportlicher Leiter.

## Karriere
2001 wurde Gianni Meersman zweifacher belgischen Jugend-Meister auf der Bahn, im Omnium sowie im Punktefahren. Im Jahr darauf errang er den belgischen Juniorentitel in der Einerverfolgung. In den folgenden Jahren startete er vorrangig auf der Straße. 2004 gewann Meersman den Circuit van Henegouwen. In der Saison 2005 gewann er drei Etappen der Namur-Rundfahrt sowie deren Gesamtwertung.
2007 unterschrieb Meersman einen Vertrag beim US-amerikanischen ProTeam Discovery Channel. Nach Etappenerfolgen in den Jahren 2007 und 2008 entschied er 2011 den Circuit des Ardennes für sich. 2012 gewann er je eine Etappe der Algarve-Rundfahrt sowie von Paris–Nizza, 2014 gewann er die Tour de Wallonie und 2015 das Cadel Evans Great Ocean Road Race sowie eine weitere Etappe der Algarve-Rundfahrt. 2016 gewann er die zweite sowie die fünfte Etappe der Vuelta a España.
Ende der Saison 2016 musste Meersman „mit Schmerz im Herzen“ seine Radsportlaufbahn beenden, da bei ihm während eines Routinechecks Herzrhythmusprobleme festgestellt worden waren. Mit Rücksicht auf seine Frau und seine Tochter wolle er kein gesundheitliches Risiko eingehen.
Nach seiner Laufbahn als Aktiver wurde er Sportlicher Leiter beim Radsportteam Pauwels Sauzen-Bingoal und wechselte im Laufe der Saison in dieselbe Funktion bei Alpecin-Fenix.
Sein Großvater Maurice Meersman war ebenfalls Radprofi.

## Erfolge

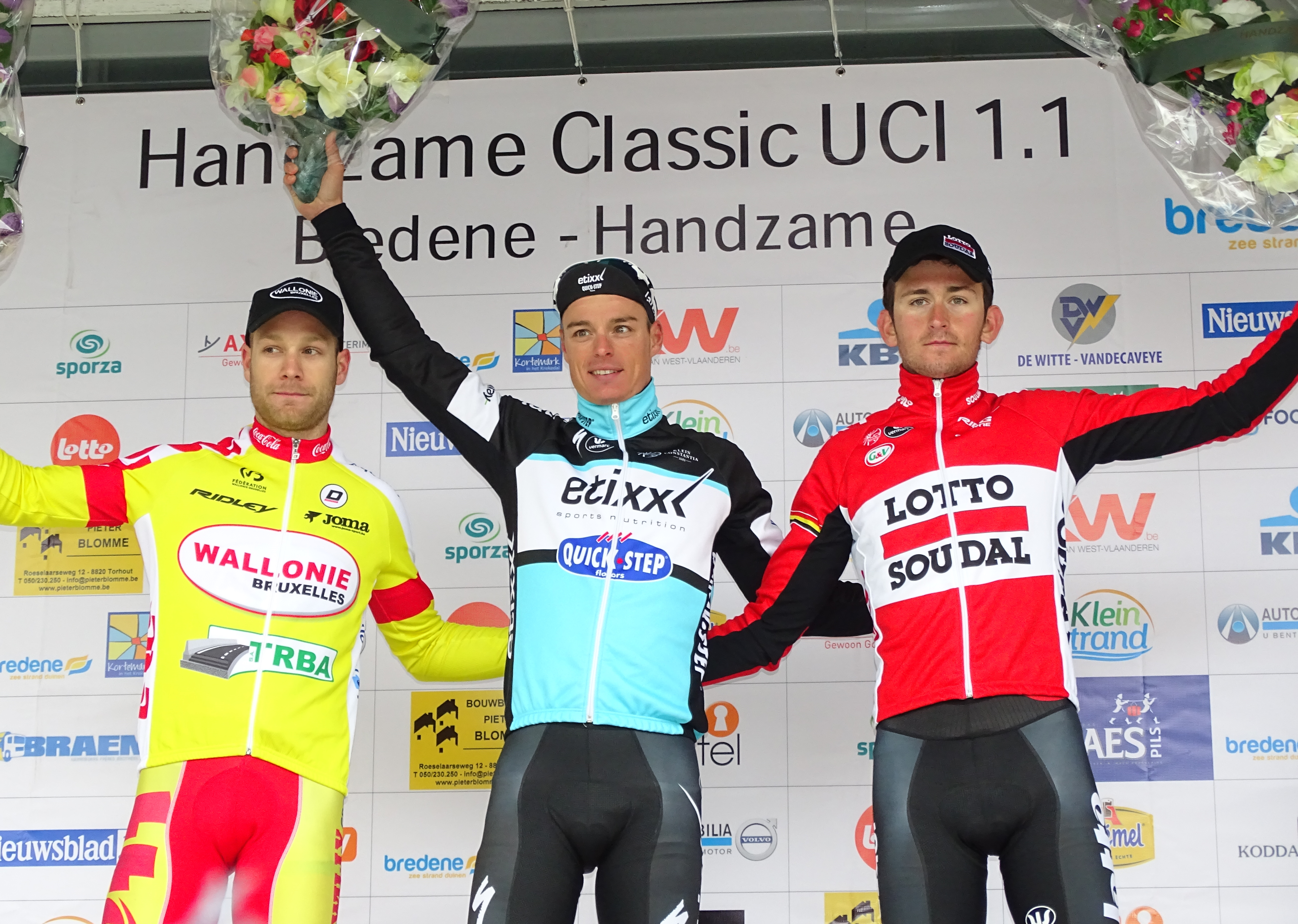
Handzame Classic 2015: Antoine Demoitié (2), Gianni Meersman (1) & Tiesj Benoot (3).

2001
- Belgischer Jugend-Meister – Omnium, Punktefahren

2002
- Belgischer Junioren-Meister – Einerverfolgung

2007
- eine Etappe Tour de Georgia
- eine Etappe Österreich-Rundfahrt

2008
- eine Etappe Tour de Wallonie

2011
- Gesamtwertung und eine Etappe Circuit des Ardennes

2012
- eine Etappe Volta ao Algarve
- eine Etappe Paris–Nizza

2013
- zwei Etappen Volta a Catalunya
- zwei Etappen Tour de Romandie
- Punktewertung Critérium du Dauphiné
- Prolog Tour de l’Ain

2014
- Trofeo Muro-Port d’Alcúdia
- Gesamtwertung, eine Etappe und Punktewertung Tour de Wallonie
- Prolog und eine Etappe Tour de l’Ain

2015
- Cadel Evans Great Ocean Road Race
- eine Etappe Volta ao Algarve
- Handzame Classic

2016
- zwei Etappen Vuelta a España

## Grand-Tour-Platzierungen
| Grand Tour            | 2008 | 2009 | 2010 | 2011 | 2012 | 2013 | 2014 | 2015 | 2016 |
| --------------------- | ---- | ---- | ---- | ---- | ---- | ---- | ---- | ---- | ---- |
| Giro d’ItaliaGiro     | –    | –    | –    | –    | DNF  | –    | –    | DNF  | –    |
| Tour de FranceTour    | –    | –    | –    | 77   | –    | –    | –    | –    | –    |
| Vuelta a EspañaVuelta | DNF  | –    | 98   | –    | 57   | 58   | –    | –    | 111  |